# Oderus Urungus
Oderus Urungus (30. august 1963 i USA - 23. marts 2014), kunstnernavn for David Murray "Dave" Brockie, var sanger i thrash-/punk-metal-bandet, GWAR.
Brockies karriere begyndte som kameramand, og da han arbejdede med filmen Mars Attacks!, blev han inspireret til at lave film i samme genre. Han fandt dog senere ud af, at det ikke ville lykkes for ham. Han var dog en god digter og sangskriver, så han besluttede sig at danne et heavyband, med stilsætning fra Mars Attacks!. Hans yndlingsband var The Sex Pistols og Metallica, og han tænkte at det ville være en god idé at blande deres genrer sammen. Hans kammerat, Flattus Maximus (alias Ray French), var ivrig efter et band, så han slog sig til Brockies idé. De besluttede sig for at skrive om heftig sex, oralsex og onani. Brockies fremtoning i rollen som Oderus Urungus er Djævlen med horn og et kødfuldt ansigt, og han render altid rundt med et sværd. Udover at være forsanger i gruppen spiller Urungus også forskellige instrumenter i bandet, blandt andet guitar.

## Live
På scenen er Urungus og GWAR meget aktive. De sætter ingen grænser, mange gange har de hældt kunstigt blod ud på publikum, eller også tis eller opkast. Ideen med bandet var at være drengene, der ikke har nogle regler og gør som de vil, i stil med Rammstein. I Bring Back the Bomb skulle det forestille at de huggede hovedet af en mand, mens der sprøjtede blod som springvand ud på publikum.